# Jste normální?
Jste normální? je videozáznam z koncertu skupiny Sto zvířat, vydaný v roce 2006 na DVD.

## Seznam skladeb
1. Píseň (2:43)
2. Noviny (2:49)
3. Jak zmírnit děs (3:43)
4. Skandál (3:02)
5. Pochyby (3:07)
6. Černej pasažér (host Jarda Svoboda) (5:01)
7. Dap geo (2:34)
8. Podpaží (3:17)
9. When That I Was And A Little Tiny Boy (3:20)
10. All I wanna Do (host Alexandra Langoaová) (4:32)
11. Příbuzný (2:34)
12. Jsem tady cizí (3:36)
13. Černí andělé (host David Koller) (5:08)
14. Largo (host Gabriela Demeterová) (2:49) (4:38)
15. Dáma s čápem (host Gabriela Demeterová) (5:31)
16. Pláč (2:27)
17. Sousedská (2:31)
18. Já na tom dělám (host Marek Eben) (3:26)
19. Domácí kino (3:03)
20. Blueberry Day (host Marka Rybin) (3:15)
21. Loutka (3:29)
22. Ó, gramofón (hosté Matěj a Jan Homolovi) (3:23)
23. U sklenice (2:52)
24. Romeo a Julietta (3:38)
25. Nikdy nic nebylo (2:13)
26. Dr. Jekyll, Mr. Hyde (hosté Miro Žbirka a Alexandra Langoaová) (4:26)
27. Novgorod (3:08)
28. Škola (4:31)
29. Englishman In New York (7:14)